# GAGE2E
GAGE2E (англ. G antigen 2E) – білок, який кодується однойменним геном, розташованим у людей на короткому плечі X-хромосоми. Довжина поліпептидного ланцюга білка становить 116 амінокислот, а молекулярна маса — 12 763.
| 10         |  | 20         |  | 30         |  | 40         |  | 50         |
| ---------- |  | ---------- |  | ---------- |  | ---------- |  | ---------- |
| MSWRGRSTYR |  | PRPRRYVEPP |  | EMIGPMRPEQ |  | FSDEVEPATP |  | EEGEPATQRQ |
| DPAAAQEGED |  | EGASAGQGPK |  | PEADSQEQGH |  | PQTGCECEDG |  | PDGQEMDPPN |
| PEEVKTPEEG |  | KKQSQC     |  |            |  |            |  |            |

A: Аланін

C: Цистеїн

D: Аспарагінова кислота

E: Глутамінова кислота

F: Фенілаланін

G: Гліцин

H: Гістидин

I: Ізолейцин

K: Лізин

M: Метіонін

N: Аспарагін

P: Пролін

Q: Глутамін

R: Аргінін

S: Серин

T: Треонін

V: Валін

W: Триптофан